# Route nationale 72
Die Route nationale 72, kurz N 72 oder RN 72, war eine französische Nationalstraße.
Die Straße führte von 1824 bis 1973 von einer Straßenkreuzung mit der ehemaligen Nationalstraße 5 in Mont-sous-Vaudrey nach Pontarlier. Sie geht auf die Route impériale 90 zurück. Ihre damalige Länge betrug 71 Kilometer. 1981 tauchte die Bezeichnung für eine zwei Kilometer lange Verbindung von der Nationalstraße 6 zur Autobahn 6 nördlich von Mâcon erneut auf. 2006 wurde sie zur Departementsstraße abgestuft. Diese Autobahnanbindung trägt heute die Bezeichnung D 672.